# Oblast de Tiumen
O oblast de Tiumen (russo:  Тюме́нская о́бласть, tr. Tiuménskaia óblast) é uma divisão federal da Federação da Rússia, situada geograficamente na região ocidental da Sibéria, e administrativamente parte do Distrito Federal dos Urais. O oblast tem jurisdição sobre dois okrugs autónomos: Khântia-Mânsia e Iamália-Nenétsia. O oblast de Tiumen, incluindo os dois okrugs autónomos, é o terceiro maior estado federal em área, e tem uma população de 3 395 755 habitantes (censo de 2010).
A cidade de Tiumen é a maior cidade e o centro administrativo do oblast. Tiumen é também o primeiro povoado a ser colonizado a leste dos montes Urais.
O oblast de Tiumen é o maior produtor de petróleo e de gás natural do país, e tem vivido um boom petrolífero desde o início da década de 2000. O rápido crescimento da indústria de combustíveis transformou o oblast na mais rica das divisões federais da Rússia, com um produto interno bruto per capita várias vezes mais alto do que a média nacional registada desde 2006.